# Euphyia subvinosa
Euphyia subvinosa är en fjärilsart som beskrevs av Paul Dognin 1906. Euphyia subvinosa ingår i släktet Euphyia och familjen mätare. Inga underarter finns listade i Catalogue of Life.